# Eroberung der Insel La Palma
Die Eroberung der Insel La Palma durch kastilische Truppen unter der Führung von Alonso Fernández de Lugo begann mit der Landung von 700 Soldaten in der Nähe der heutigen Stadt Tazacorte am 29. September 1492 und endete mit der Gefangennahme Tanausús, des Herrschers des Gebietes Aceró im Mai 1493. Die Unterwerfung der Benahoaritas, der Ureinwohner der Insel, verlief weitgehend ohne den Einsatz militärischer Mittel. Nur in einem der zwölf Herrschaftsgebieten, in die die Insel am Ende des 15. Jahrhunderts aufgeteilt war, gab es Widerstand der den Kastiliern Probleme bereitete.

## Frühere Versuche der Unterwerfung der Insel

### Béthencourt und La Salle
Im Verlauf ihrer Versuche die Bevölkerung der Kanarischen Inseln zu unterwerfen landeten Jean de Béthencourt und Gadifer de la Salle zwischen 1402 und 1405 mehrfach auf der Insel La Palma. Dabei kam es zwar zu Kontakten mit der Bevölkerung, aber wohl nicht zu gewaltsamen Auseinandersetzungen. Ein längerer Aufenthalt der beiden Franzosen auf der Insel ist eher unwahrscheinlich.

### Familie Peraza
Im Jahr 1445 übertrug Guillén de Las Casas seine Rechte an den Kanarischen Inseln an Hernán Peraza (el Viejo) und dessen Kinder Inés und Guillen Peraza de Las Casas. Zu diesem Zeitpunkt waren nur die Inseln Lanzarote, Fuerteventura und El Hierro gesicherte Herrschaftsbereiche der Krone von Kastilien.
Guillén Peraza de las Casas landete Ende 1447 mit fünfhundert Männern aus Sevilla, Lanzarote und Fuerteventura in der Nähe der der heutigen Stadt Tazacorte. Das Ziel des Angriffes auf die Ureinwohner war vermutlich nicht die Herrschaft über das Gebiet zu gewinnen. Es handelte sich vielmehr um einen der vielen Piratenakte, die zur Regierungszeit der Familie Peraza auf den Inseln stattfanden. Dabei wurden Ureinwohner gefangen und auf der Iberischen Halbinsel als Sklaven verkauft. Die Soldaten, die auf dem bergigen Gelände nicht zurechtkamen und nicht in ihrer gewohnten Schlachtordnung kämpfen konnten, wurden von den Benahoaritas von allen Seiten mit Speeren und Steinen angegriffen. Nachdem Guillén Peraza durch einen Stein tödlich am Kopf verletzt worden war, wurde der Angriff abgebrochen.

## Eroberung durch Truppen aus Kastilien

### Vorgeschichte

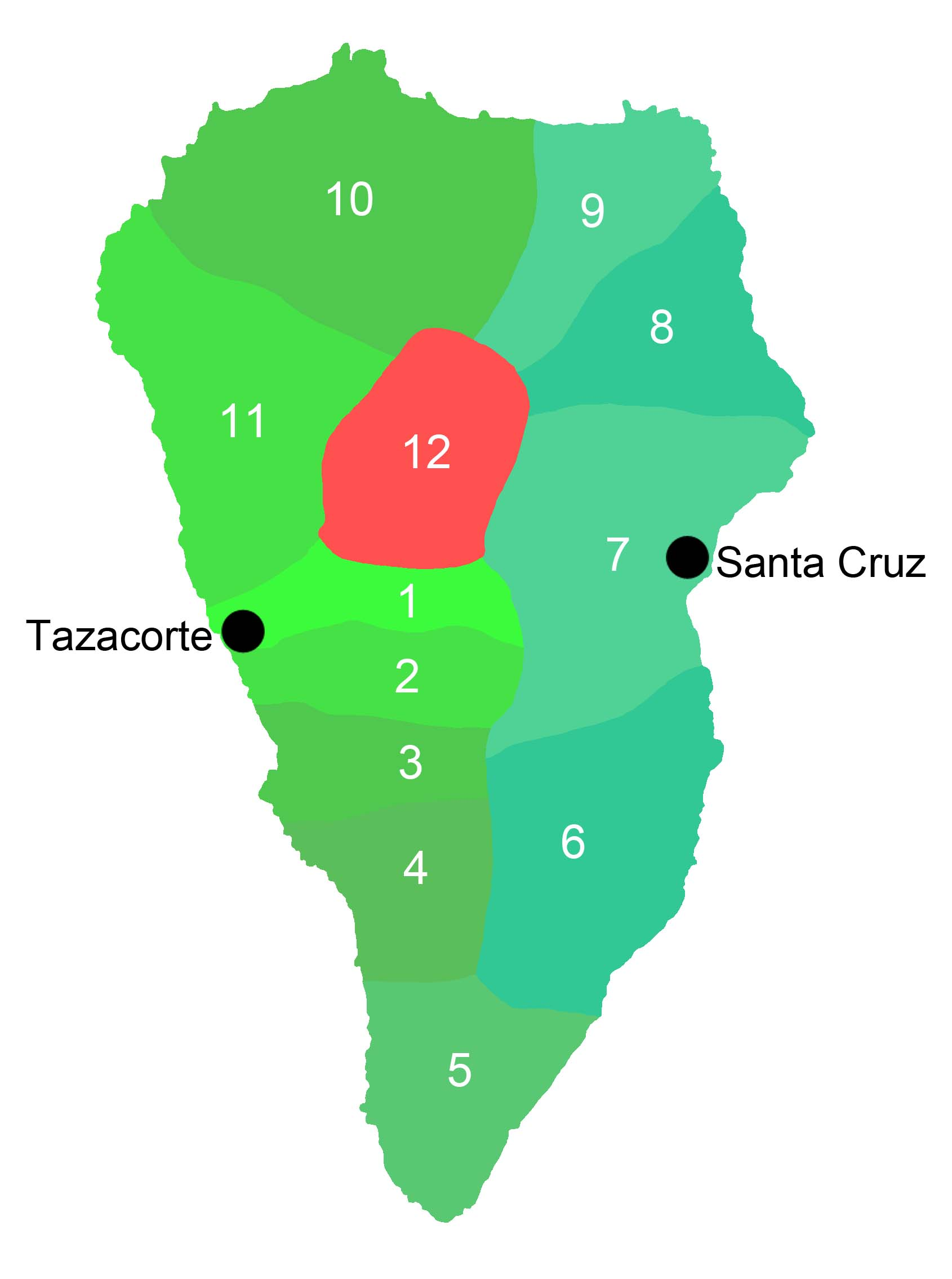
Herrschaftsgebiete auf der Insel La Palma im Jahr 1492
1 Aridane, 2 Tihuya, 3 Tamanca, 4 Ahenguareme, 5 Tigalate, 6 Tedote, 7 Tenagua, 8 Adeyajamen, 9 Tagaragra, 10 Tagalgen, 11 Tijarafe, 12 Aceró

Im Rahmen des Kastilischen Erbfolgekrieges und der damit verbundenen Auseinandersetzungen zwischen Kastilien und Portugal erhielten die Kanarischen Inseln eine neue Bedeutung. Um die Rechte der Krone von Kastilien zu sichern, hielten Königin Isabella und König Ferdinand von Kastilien es für notwendig, dass auch die bisher nicht unterworfenen Inseln erobert würden. Deswegen ließen Königin Isabella und König Ferdinand durch ein Rechtsgutachten klären, wer nach kastilischem Recht Eigentümer der unterworfenen Inseln sei und wem das Recht auf die nicht eroberten Inseln zustünde. Auf der Grundlage dieses Gutachtens vereinbarten Königin Isabella und König Ferdinand mit Diego García de Herrera und Inés Peraza im Oktober 1477 die Rückgabe der Rechte an den noch uneroberten Inseln Gran Canaria, La Palma und Teneriffa an die Krone von Kastilien.
Im Jahr 1478 begannen kastilische Truppen mit der Eroberung der Insel Gran Canaria. Dabei wurden zeitweise mehr als 1000 Soldaten eingesetzt. Die Eroberung wurde nach fünf Jahren 1483 erfolgreich abgeschlossen. Im Vertrag von Alcáçovas von 1479 und der päpstliche Bulle Aeterni regis wurde Kastilien das Recht an den Kanarischen Inseln bestätigt. Eine Eroberung der Inseln La Palma und Teneriffa war aus Gründen der Abwehr portugiesischer Ansprüche nicht mehr dringend notwendig.

### Vorbereitung der Eroberung
Zwischen dem Ende des Jahres 1491 und April 1492 bereiteten der Gouverneur von Gran Canaria Francisco Maldonado und Pedro de Valdes die Eroberung der Inseln Teneriffa und La Palma vor. Zu diesem Zweck schickten sie Francisca de Gazmira eine aus La Palma stammende Frau als Vermittlerin zu den Herrschern der Stämme der Insel, um sie zu veranlassen, sich taufen zu lassen und der Herrschaft der Krone von Kastilien zu unterwerfen. Francisca de Gazmira kehrte von ihrer Reise nach La Palma mit vier oder fünf der zwölf Herrscher der Insel nach Gran Canaria zurück. Diese wurden über den Verlauf der Eroberung der Insel Gran Canaria informiert und getauft. Sie kehrten nach La Palma zurück mit der Folge, dass sie andere Bewohner der Insel überzeugten, dass ein Widerstand gegen die Kastilier nicht sehr erfolgreich sein würde.

### Vereinbarungen der Krone von Kastilien mit Alonso Fernández de Lugo
Alonso Fernández de Lugo war ab 1481 an der Eroberung der Insel Gran Canaria beteiligt. Er erhielt bei der anschließenden Aufteilung der Insel umfangreiche Land- und Wasserrechte. Ab 1483 lebte er als Grundbesitzer in gut gesicherten Verhältnissen. Nach dem Tod seiner Frau suchte er eine neue militärische Herausforderung. Er erschien vor den Königin Isabella und König Ferdinand im Feldlager von Santa Fe und schlug ein Übereinkommen vor, das diese als Capitulaciones erließen. In den Capitulaciones wurde Alonso Fernandez de Lugo verpflichtet, unter seiner Leitung, mit von ihm organisierten und finanzierten Truppen, die Insel La Palma im Verlauf eines Jahres zu erobern. Am 8. Juni 1492 gewährten Königin Isabella und König Ferdinand Alonso Fernandez de Lugo das Recht der Eroberung der Insel. Er erhielt die richterliche Gewalt und die Rechtsprechung in Zivil- und Strafsachen, das Recht alle Streitigkeiten zu entscheiden und die Macht Personen von der Insel zu verweisen und die Einreise jeglicher Person zu untersagen. Am 13. Juli des gleichen Jahres gewährten die Könige ebenso die Gnade aller Steuern (20 %) auf Gefangene, Vieh und Güter. In einem anderen Dokument mit dem gleichen Datum gaben die Königin und der König die Versicherung, dass sie 70.000 Maravedies bezahlen würden, wenn die Eroberung der Insel La Palma innerhalb eines Jahres abgeschlossen würde. Darüber hinaus wurde Alonso Fernandez de Lugo zum Gouverneur der Insel auf Lebenszeit ernannt. Alonso Fernández de Lugo verfügte nicht selbst über die notwendigen Mittel. Er gründete eine Handelsgesellschaft mit Juanote Berardi, einem Florentiner Kaufmann, und Francisco Riberol, einem Kaufmann aus Genua. Sie waren an den Kosten und den Gewinnen beteiligt, wie das unter Händlern üblich war.

### Landung
Am 29. September 1492 landete Alonso Fernandez de Lugo mit einem Heer von etwa 900 Mann an der Westküste der Insel La Palma. Ein Teil der Truppe waren Ureinwohner der Insel Gran Canaria. Sie konnten ohne Kämpfe in den Süden der Insel vorstoßen. Dieser fehlende Widerstand wird darauf zurückgeführt, dass die Herrscher der Bezirke Aridane, Tihuya, Tamanca und Ahenguareme in Las Palmas getauft worden waren und daher mit den Kastiliern kooperierten. In Tigalate fand der erste bewaffnete Zusammenstoß mit den Ureinwohnern statt, die sich geschlagen nach Timibúcar im Bezirk Tedote zurückzogen. Die Eroberung der Insel wurde ohne bewaffnete Zwischenfälle größerer Bedeutung fortgesetzt. Am Ende des Winters blieb nur noch der Bezirk Aceró in der Caldera de Taburiente unter der Herrschaft der Ureinwohner.

### Kampf gegen Tanausú
Im Frühjahr 1493 begann die Eroberung Acerós, dem Herrschaftsgebiet von Tanausú. Alonso Fernandez de Lugo drang mit seinen Truppen durch den Pass von Adamacansis ein, wo er leicht von den Ureinwohnern zurückgeschlagen werden konnte. Daraufhin versuchte er durch den anderen Zugang der Caldera de Taburiente, den Barranco Axerjo in den Talkessel (Caldera ist der spanische Begriff für Kessel) vorzustoßen. Auch hier konnten die Benahoaritas die Angreifer abwehren. Da die Bewohner innerhalb ihres Gebietes autark waren, erschien eine Belagerung zwecklos. Daher war Lugo auf Verhandlungen angewiesen. Dazu sollte Juan de La Palma, ein entfernter Verwandter Tanausús, ein Treffen zwischen beiden Führern vereinbaren. Tanausú nahm das Angebot an unter der Bedingung, dass sich die kastilischen Truppen nach Los Llanos zurückzögen. Das Treffen fand an der Fuente del Pino statt. Lugo, der friedliche Mittel anwendete, wenn es möglich war, und Verrat, wenn er konnte, machte Gebrauch von Letzterem, indem er an den Durchgang von Adamacansis Teile seiner Truppen postierte mit dem Auftrag, Tanausú den Rückzug abzuschneiden. Tanausú war bisher sicher gewesen, dass Alonso de Lugo ein Edelmann war, der seine Versprechen hielt. Der Erfolg dieses Verrats war, dass Tanausú und seine Leute gefangen genommen wurden, nicht ohne dass sie sich tapfer gewehrt hätten.

## Folgen der Eroberung
Der fehlende Widerstand der Benahoaritas, die sich kampflos den Vertretern der Krone Kastiliens unterwarfen und sich taufen ließen, war für Alonso Fernández de Lugo ein schlechtes Geschäft. Außer Tanausú, der auf dem Weg zur Halbinsel durch Nahrungsverweigerung Suizid beging, konnten nur die Kämpfer von Aceró als Sklaven verkauft werden. Beim Abschluss der Verträge mit den Geldgebern des Projektes wurde davon ausgegangen, dass der Verkauf von gefangenen Ureinwohnern als Sklaven einen großen Teil der Kosten ausgleichen würde.
Der Verkauf von Ureinwohnern, die getauft waren oder kurz vor der Konversion standen, war durch eine königliche Erklärung vom 20. September 1477 verboten worden. Dadurch, dass die Kastilier nach einem Aufstand der Urbewohner gegen ihre Behandlung diese als nicht konversionswillig bezeichneten, glaubte Alonso Fernández de Lugo die Legitimation zu haben etwa 1.200 Benahoaritos zu versklaven und 20.000 Stück Vieh zu beschlagnahmen. Francisca de Gazmira, die vor der Eroberung die Herrscher einiger Bezirke Las Palmas überzeugt hatte, sich taufen zu lassen, erhob mehrfach Beschwerden bei Königin Isabella und König Ferdinand dagegen, dass Alonso Fernández de Lugo mit der gleichen Gewalt gegen alle Bewohner La Palmas vorging, trotz des ausdrücklichen Verbotes der Versklavung von Getauften.